# Hampstead Heath
Hampstead Heath (également connu sous le nom de the Heath) est un grand parc ancien de Londres qui occupe une superficie de 790 acres (environ 320 hectares). Cet espace herbeux et public repose sur une crête sableuse, l'un des points les plus élevés de Londres qui court de Hampstead à Highgate, qui repose sur une bande d'argile de Londres. Le parc comprend plusieurs collines et vallées, des étangs, d'anciennes et de nouvelles forêts, un lido, des terrains de jeux et une piste d'entraînement. Il borde la maison d'État Kenwood House et son terrain. La partie sud-est du parc appartient au Parliament Hill (Londres), dont l'aménagement est protégé par la loi.

## Histoire

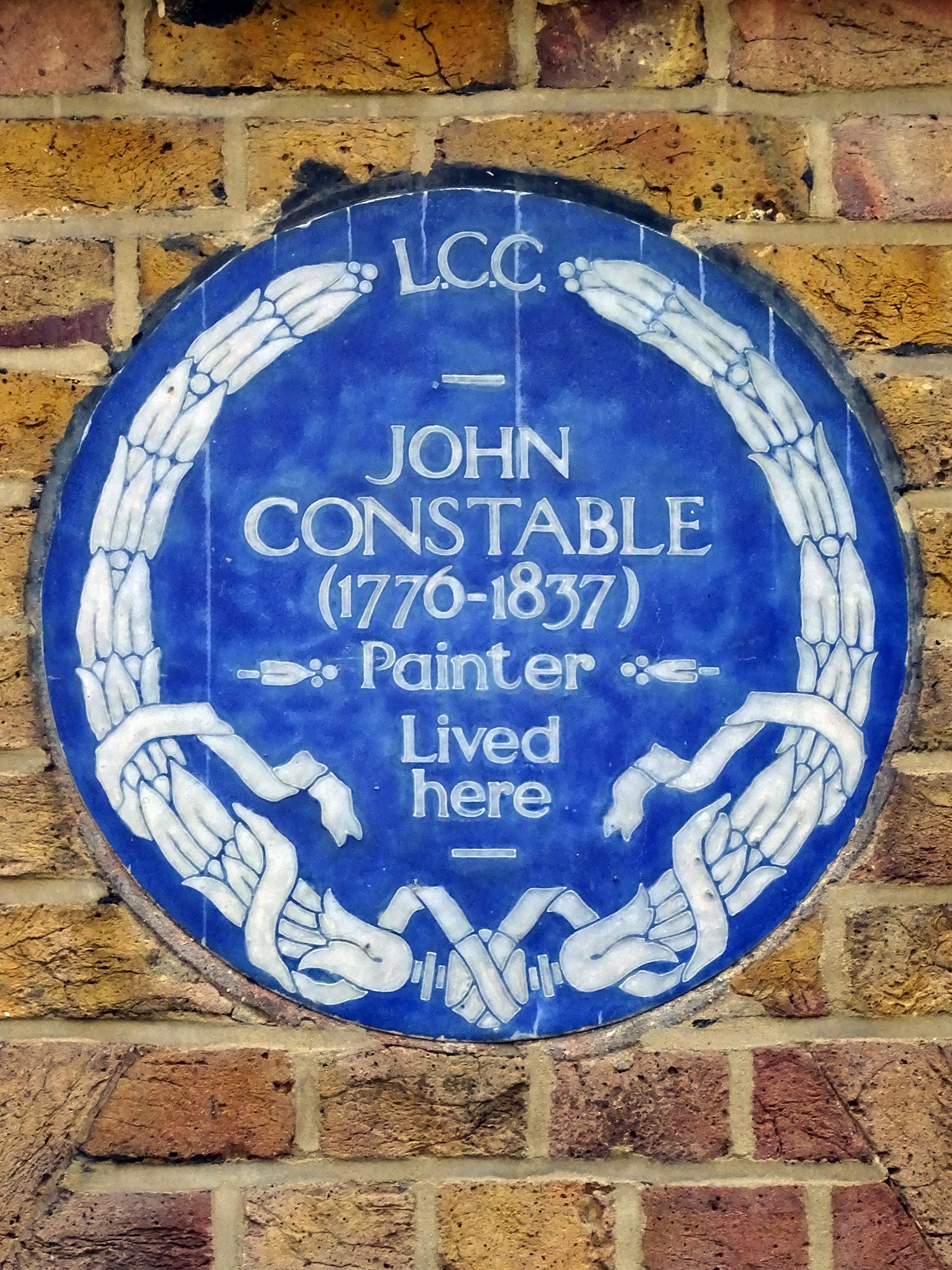
Plaque commémorative au 40, Well Walk
Hampstead à Londres

Résidence d'été pour la famille du peintre paysagiste John Constable à partir de 1819, c'est là qu'il commence à faire en 1821, des études de nuages. Il prend des notes au verso de ces croquis qui soulignent son observation analytique des conditions météorologiques. En raison de la santé déclinante de sa femme, il y loue de façon permanente une maison à Well Walk, sur les hauteurs en 1826. Il rejoint sa famille aussi souvent qu'il le peut, maintenant une résidence à Londres dans Charlotte Street. Il écrit à son ami Fisher qu'il était "à cinq kilomètres de porte à porte - et peut avoir un message en une heure - et surtout voir la nature." (dans RB Beckett, éd., John Constable's Correspondence, VI, Ipswich 1968, p.228).
L'artiste Beatrice Whistler est décédée d'un cancer à St Jude's Cottage à Hampstead Heath le 10 mai 1896.

### Les Tableaux de John Constable à Hampstead Heath
- Arbres à Hampstead Heath, Le Chemin de l'église, 1821, huile sur toile, 91 × 73 cm, Victoria and Albert Museum, Londres[7]
- Un banc de sable à Hampstead Heath, 1821, huile sur papier, 25 × 30 cm, Victoria and Albert Museum, Londres[8]
- Paysage à Hampstead Heath, arbre et nuages orageux, vers 1821, huile sur papier marouflé sur carton, 20 × 27 cm, Centre d'art britannique de Yale, New Haven[9]
- Étude de nuage, Hampstead, arbre à droite, 1821, huile sur papier marouflé sur panneau, fond rouge, 24 × 30 cm, Royal Academy of Arts, Londres[10]
- Hampstead : coucher de soleil, temps orageux, 1822, huile sur papier, 16 × 30 cm, Victoria and Albert Museum, Londres[11]
- Vue de loin de la Grove House, Hampstead Heath, 1822, huile sur papier, 31 × 26 cm, Royal Academy, Londres[12]
- Vue d'Hampstead avec Harrow au loin, 1822, huile sur papier >monté sur toile, 29 × 50 cm, Fine Arts Museum of San Francisco[13]
- L'Etang de Branch Hill Pond, Hampstead Heath, avec un garçon assis sur un talus, vers 1825, huile sur papier, 53 × 76 cm, Tate Britain, Londres[14]
- Londres, de Hampstead Heath dans une tempête, avec un double arc-en-ciel, vu sous des masses de nuages violets (étude), 1831, aquarelle, sur papier gris, 20 × 32 cm, British Museum, Londres[15]
- Vue d'Hampstead, en direction de Londres, 1833, aquarelle, 11 × 19 cm, Victoria and Albert Museum, Londres[16]
- Hampstead Heath avec un arc-en-ciel, 1836, huile sur toile, 51 × 76 cm, Tate Britain, Londres[17]
- Vue de Hampstead Heath, effet d'orage ou L'Etang de Branch Hill à Hampstead Heath (>étude), huile sur toile, 260 × 360 cm, Musée du Louvre, Paris[18]
- Ciel d'orage à Hampstead Heath, huile sur toile, 210 × 320 cm,Musée Bonnat, Bayonne[19]

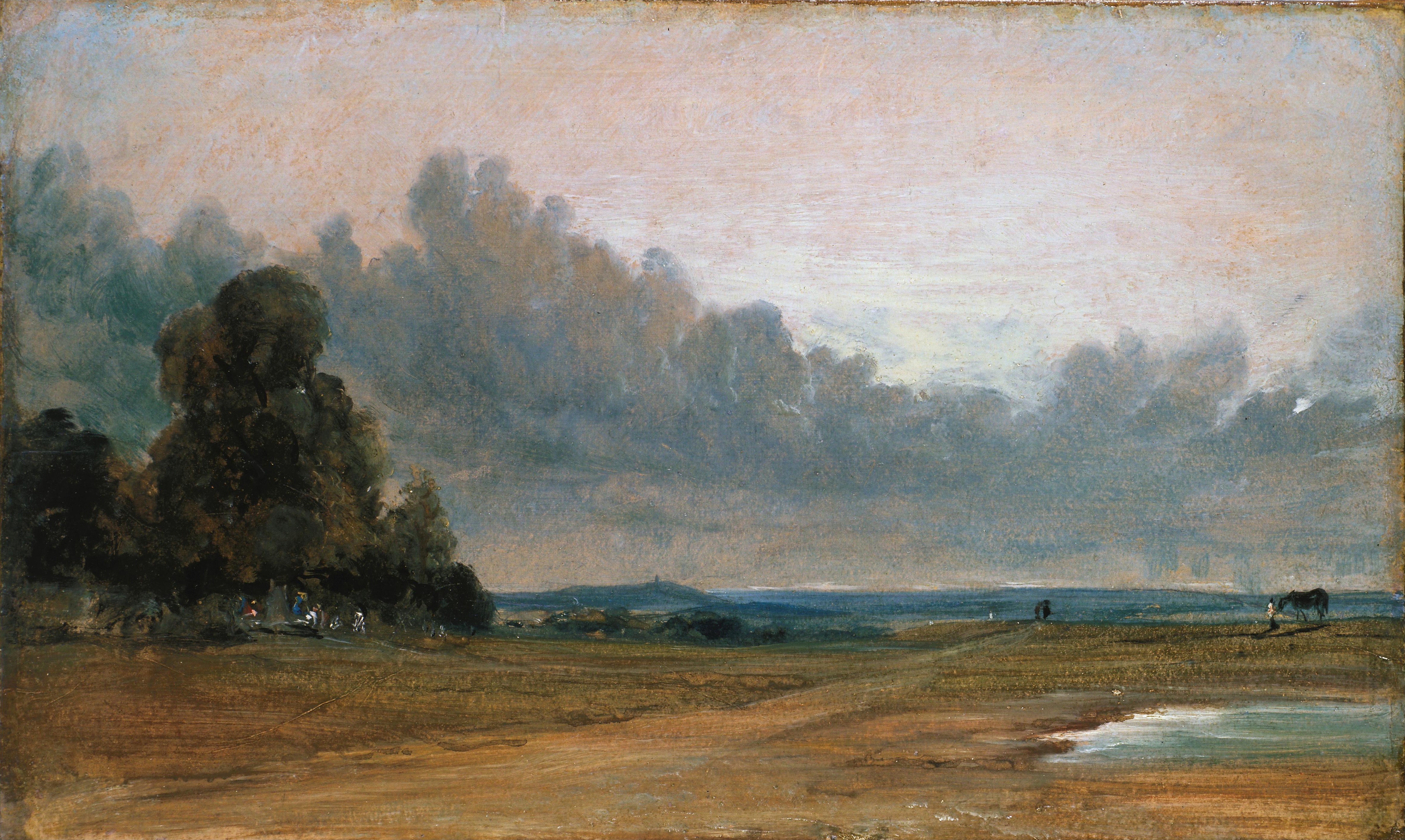
Vue d'Hampstead avec Harrow au loin, 1822 Fine Arts Museum of San Francisco
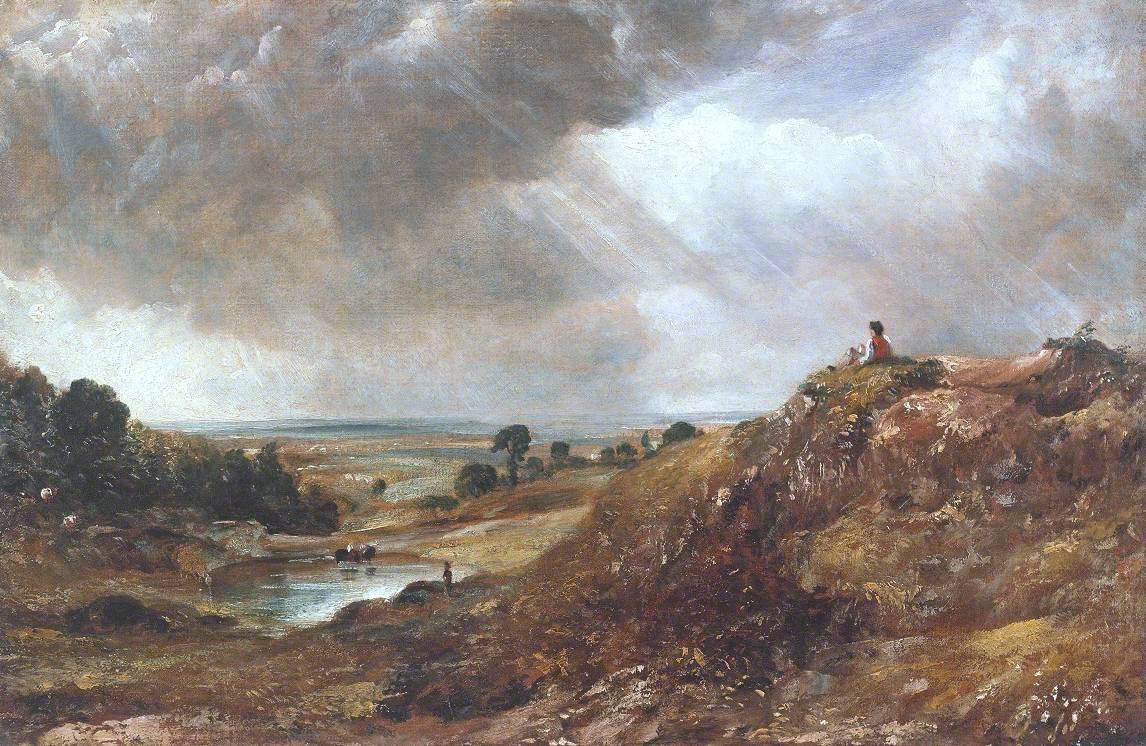
L'Etang de Branch Hill Pond, Hampstead Heath, vers 1825 Tate Britain, Londres
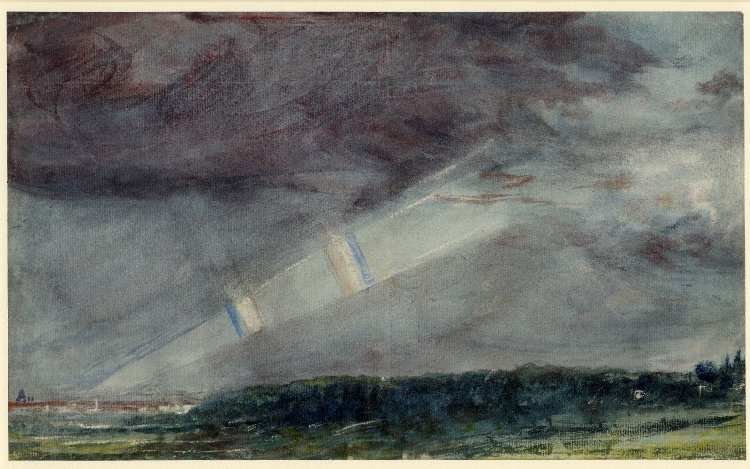
Londres, de Hampstead Heath dans une tempête, 1831 British Museum, Londres

## Événements
En 1950, un concours de saut à ski (en) est organisé par le Ski Club of Great Britain (en) non loin de Vale of Health,. La compétition rassemble « des dizaines de milliers d’Anglais ».

## Galerie

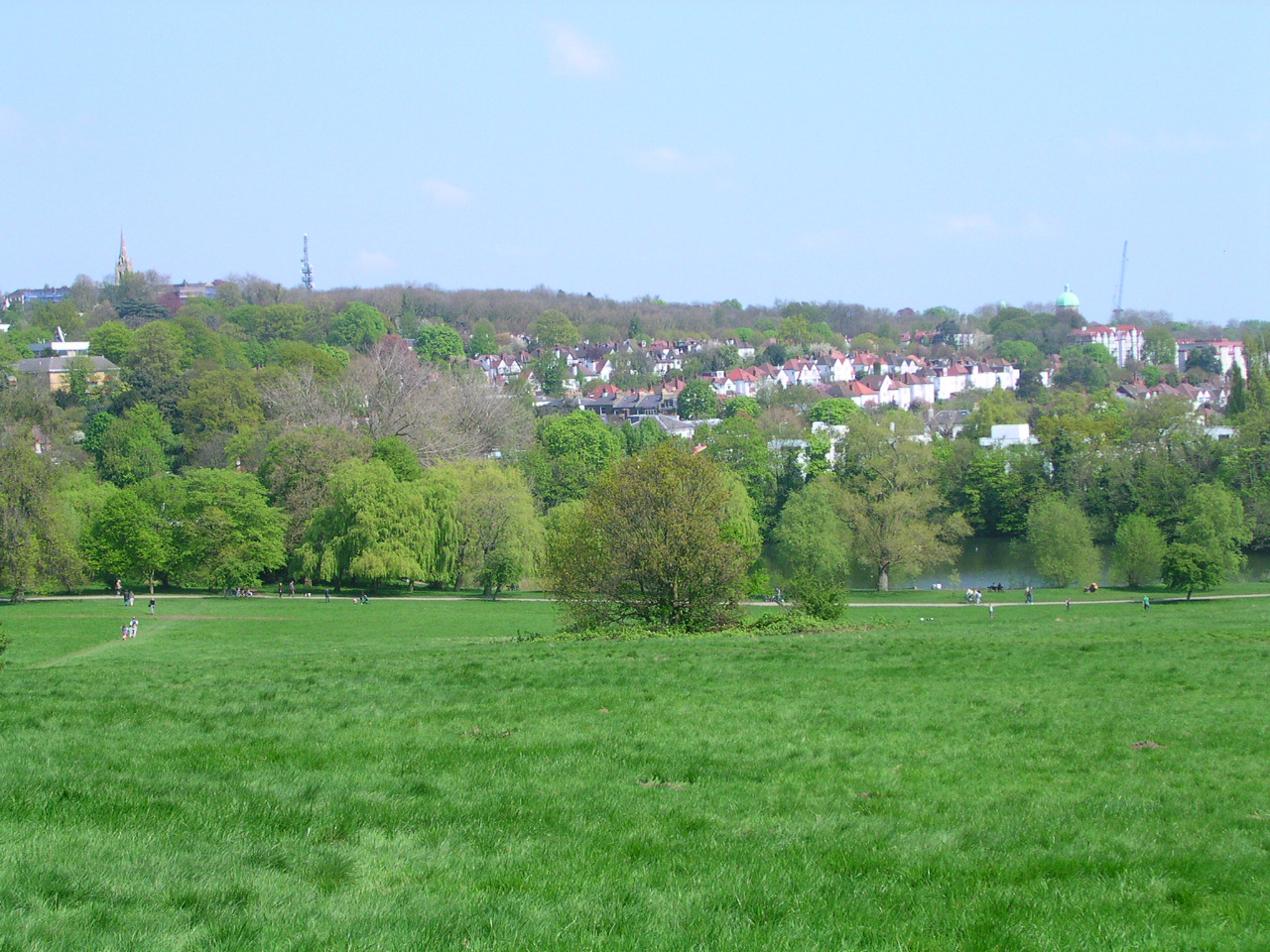
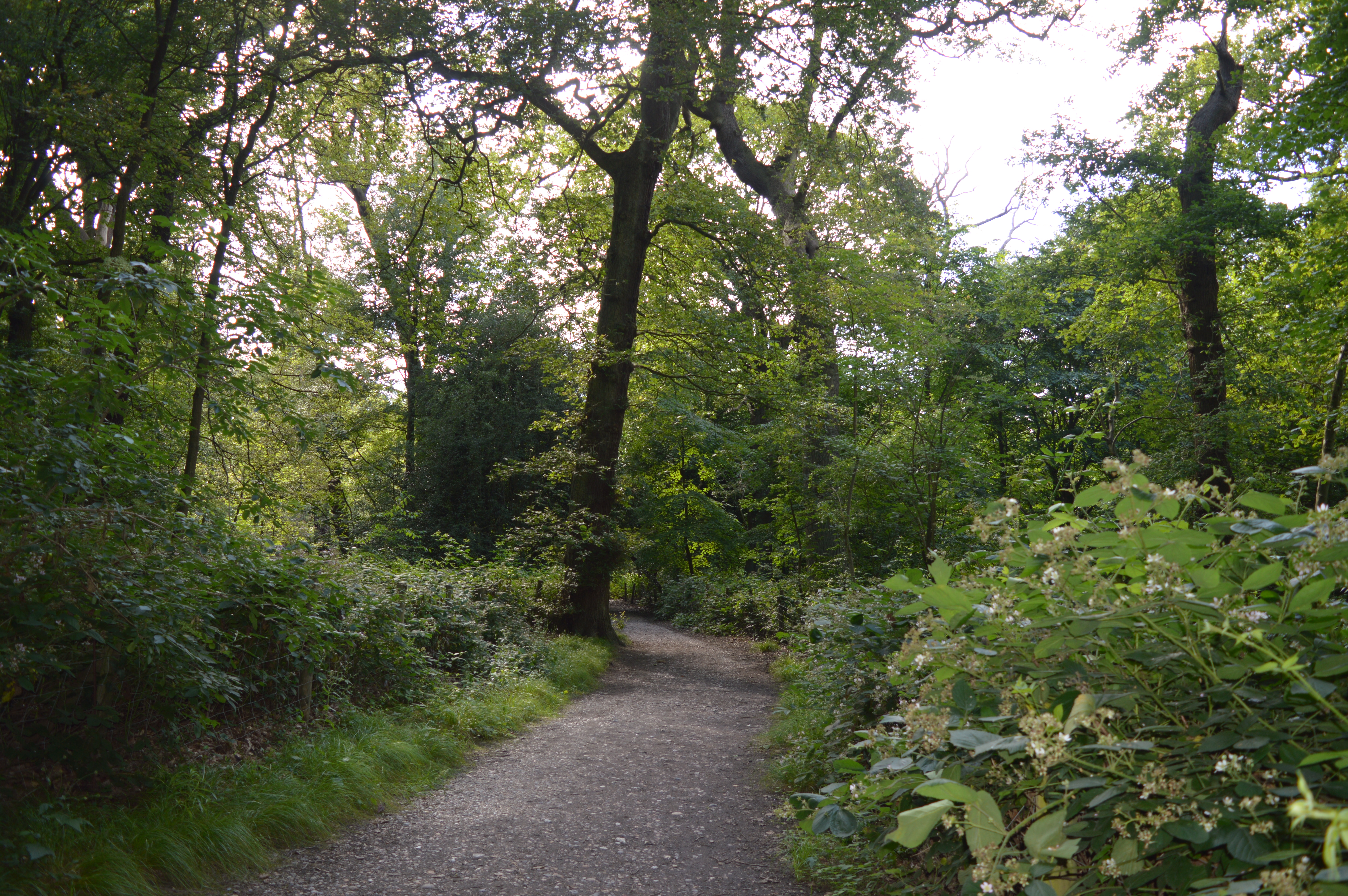
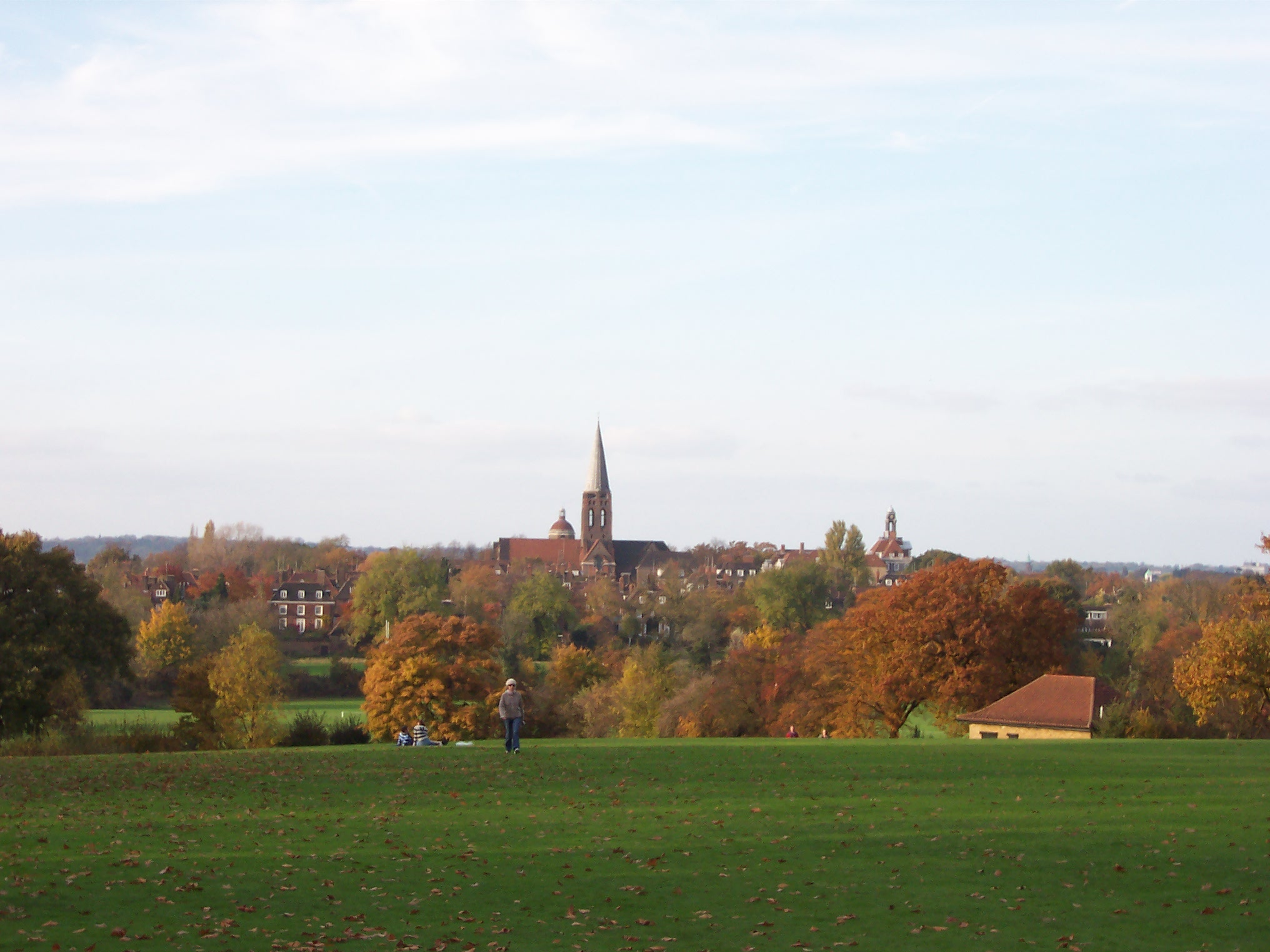
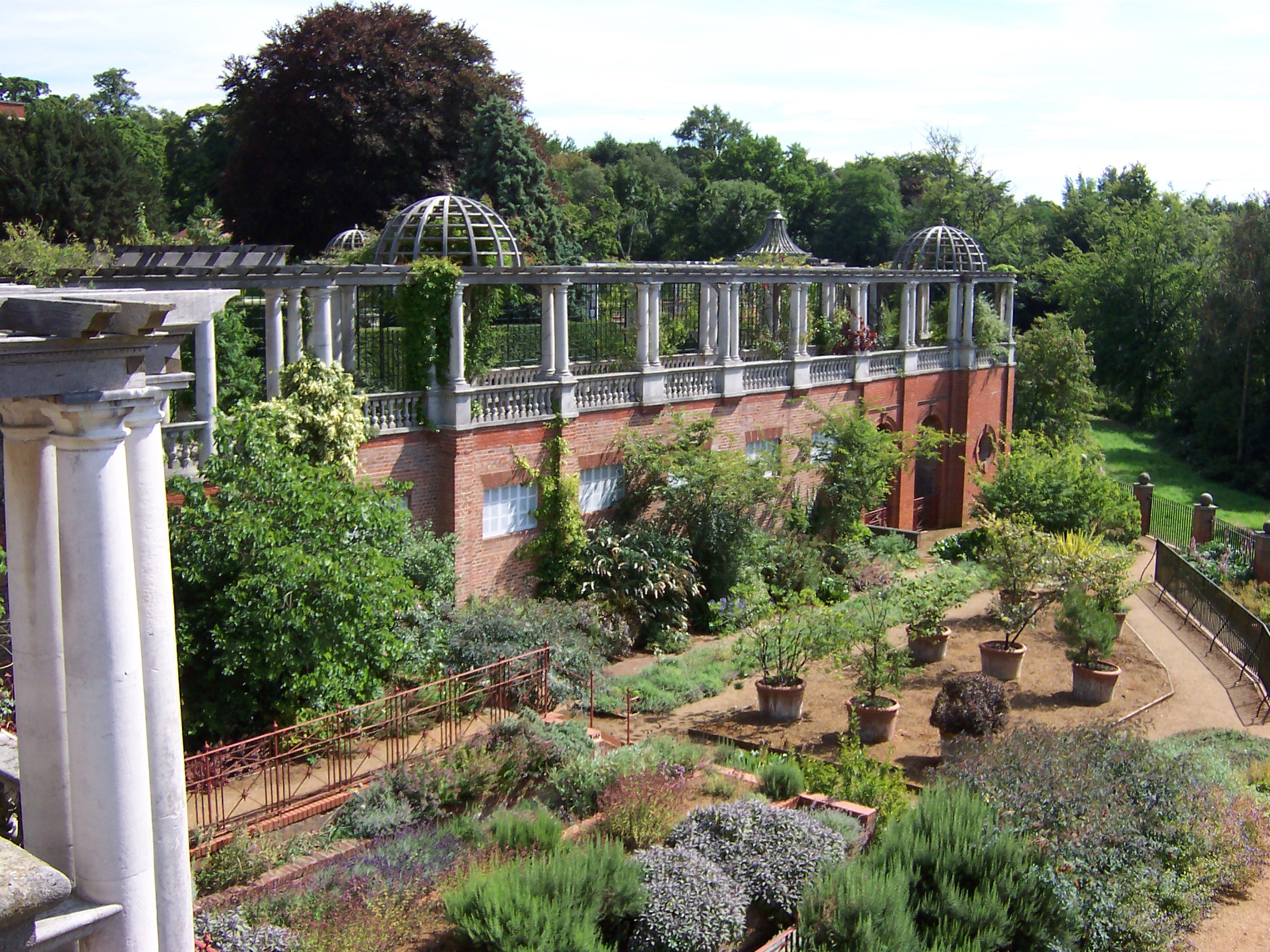
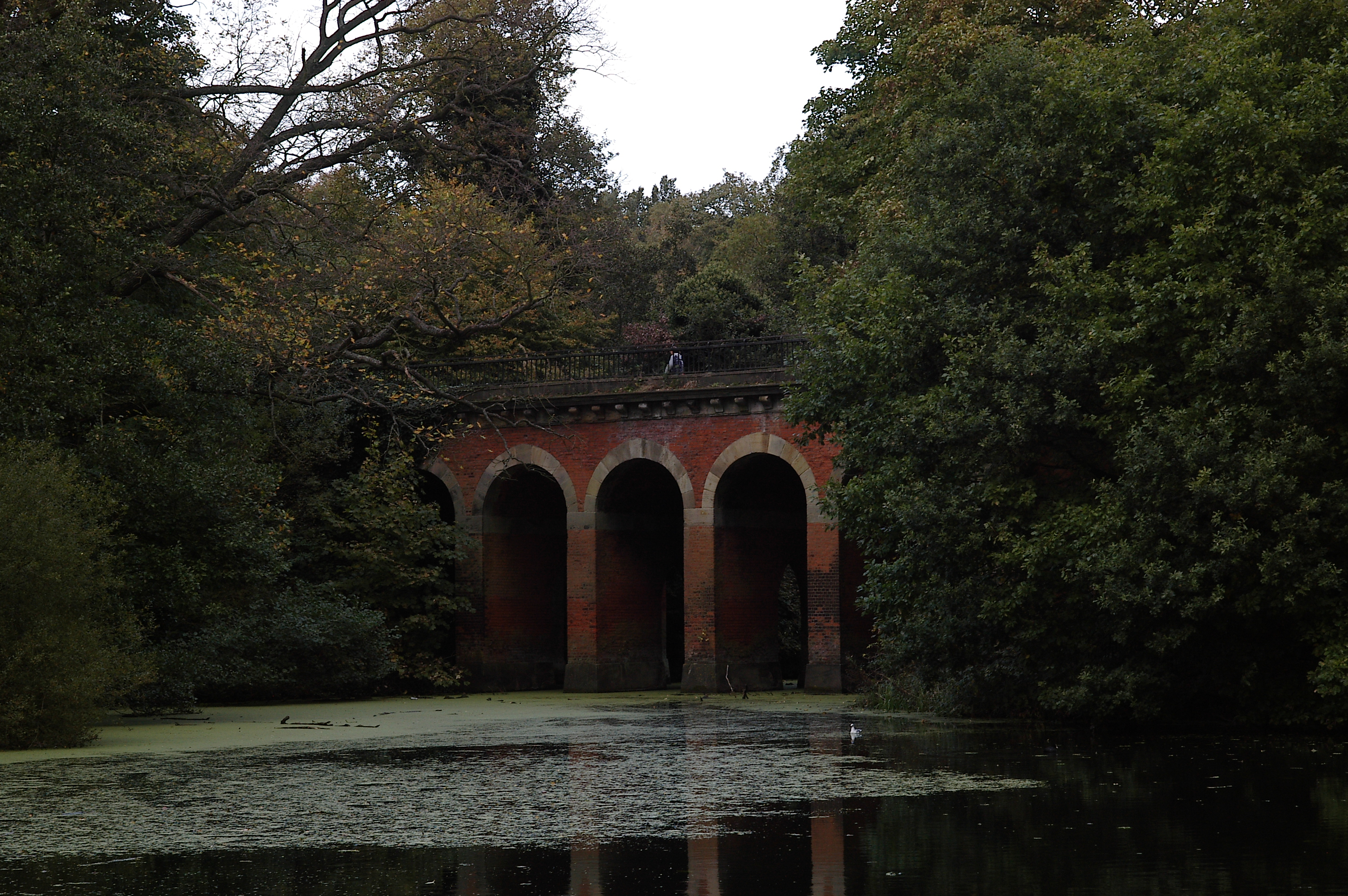
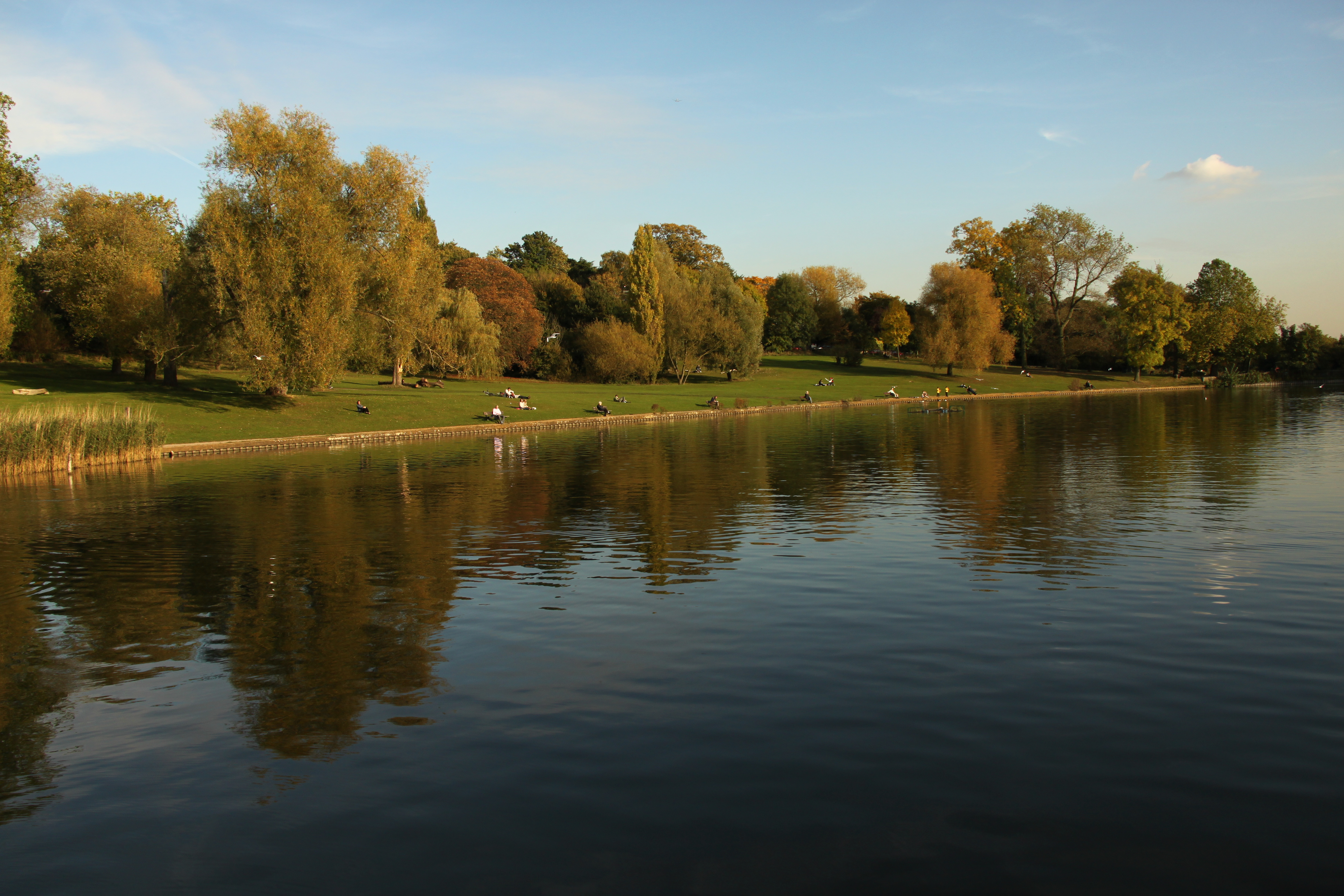
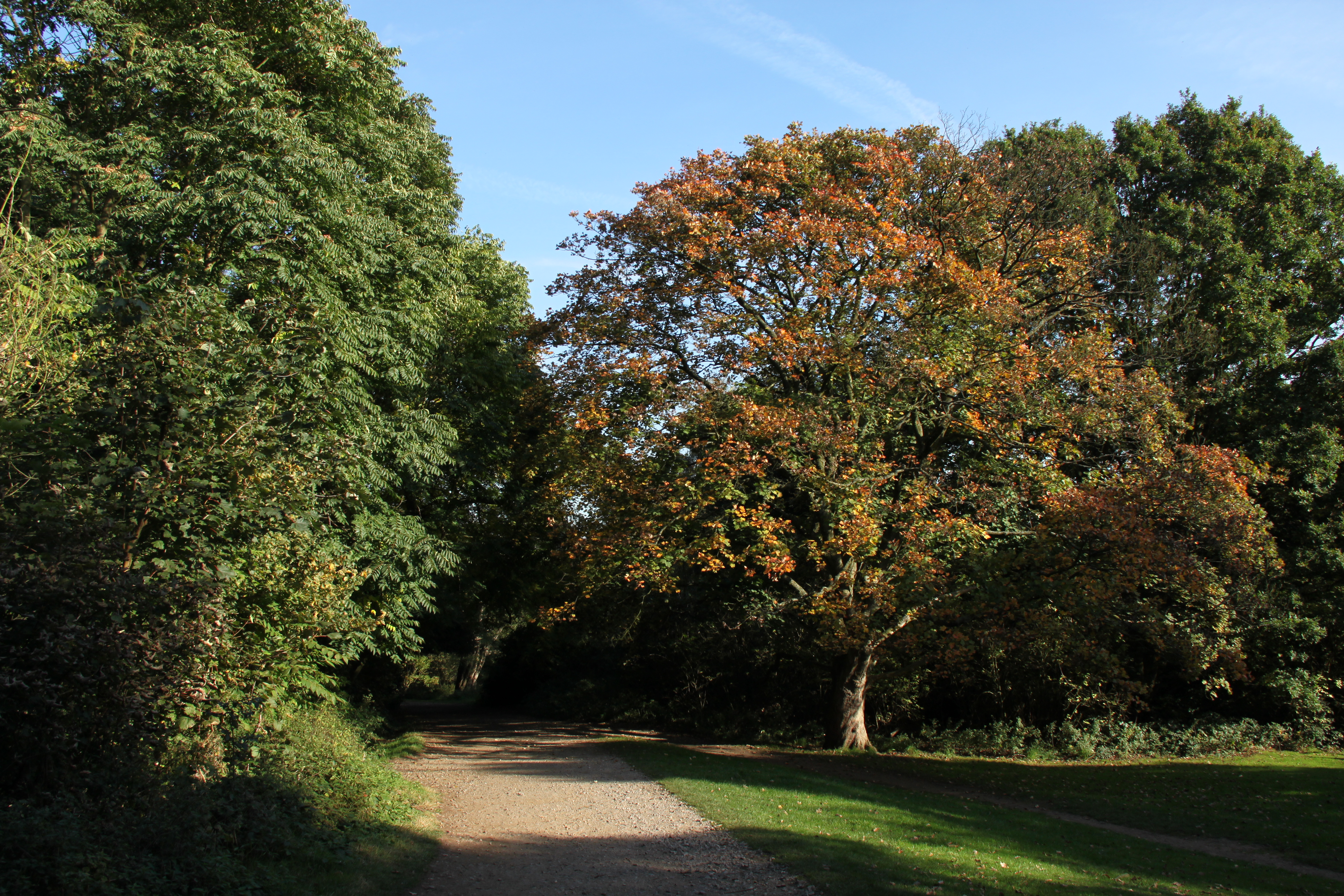
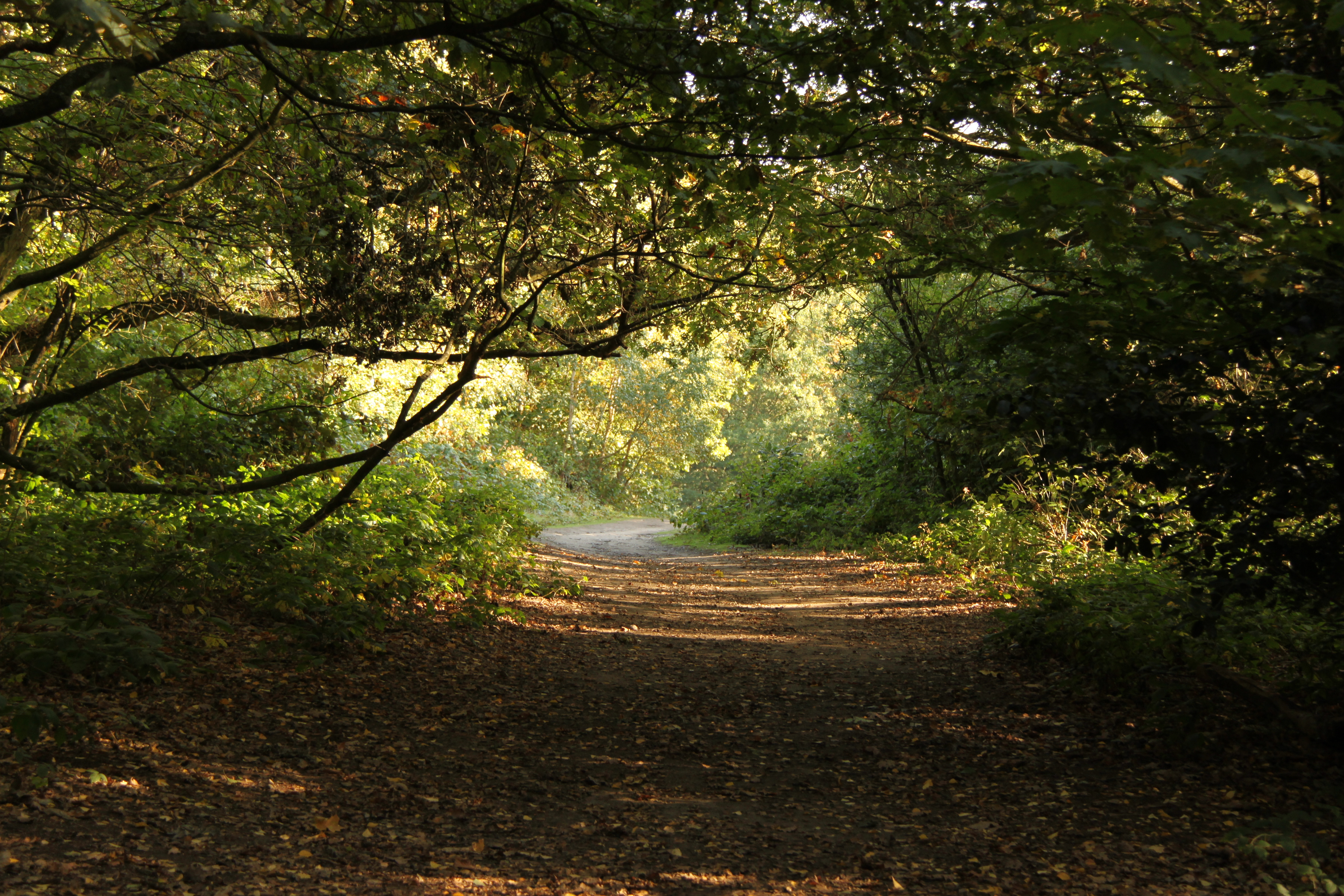
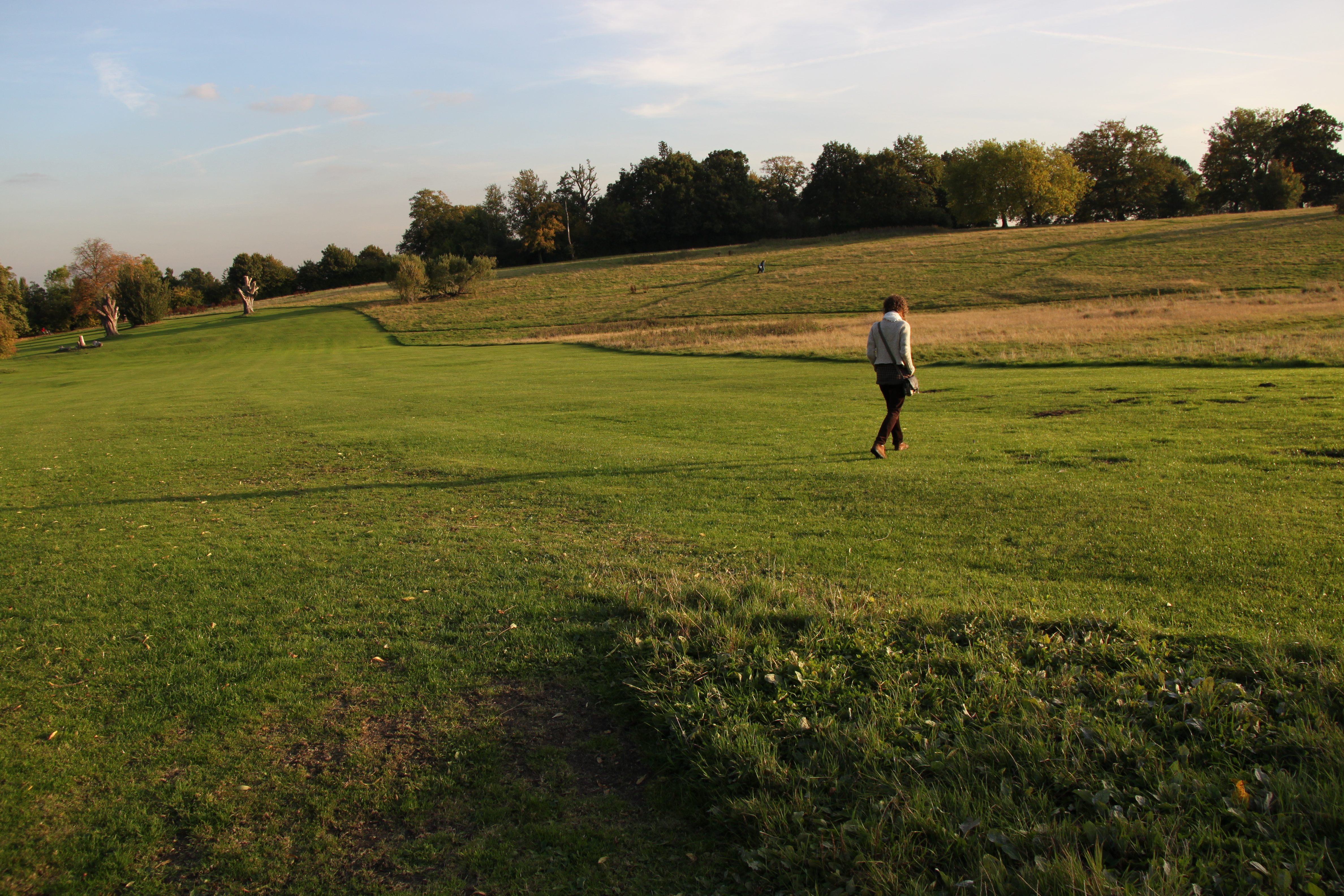
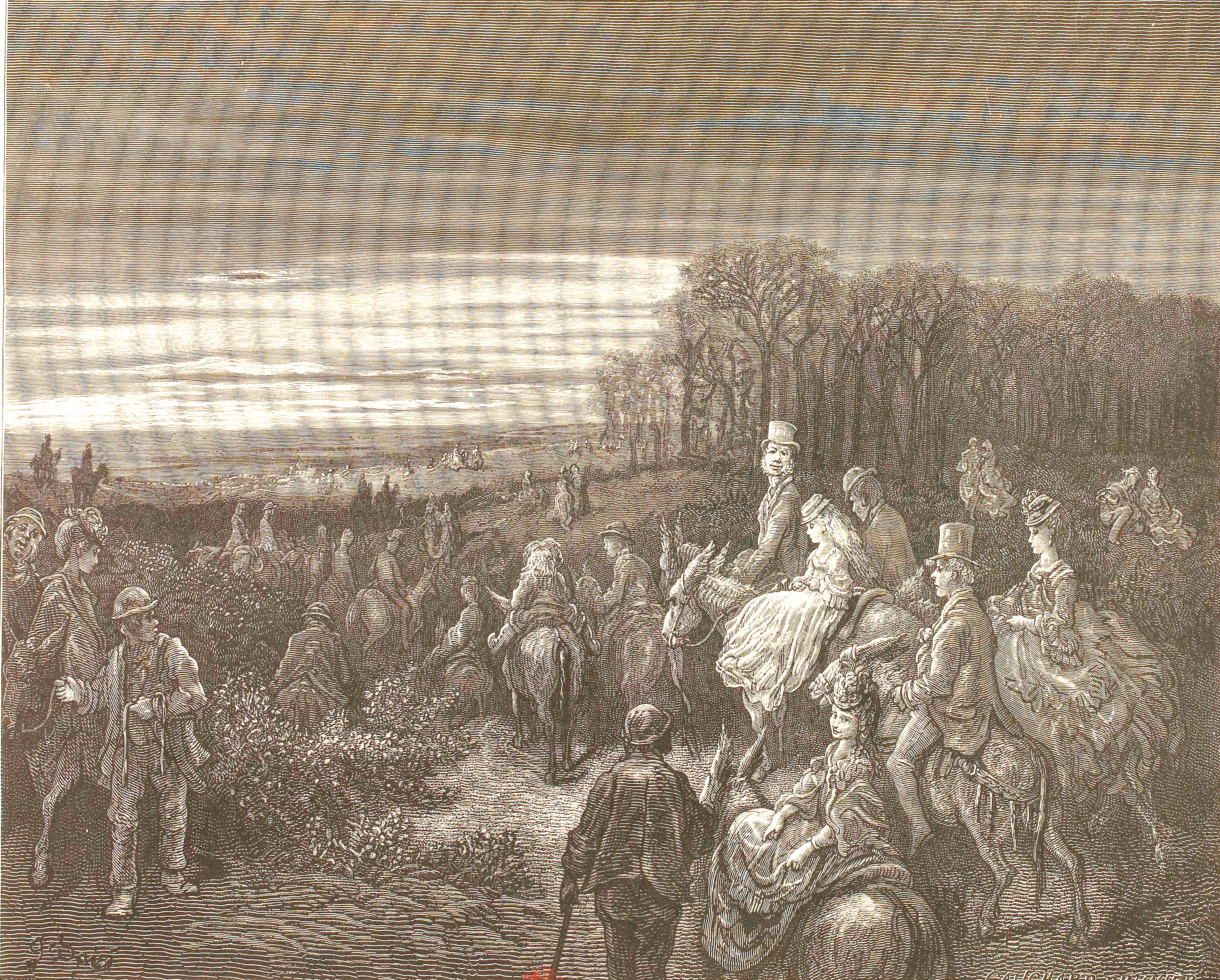
Le parc en 1872, par Gustave Doré.